# Velike Lašče község
Velike Lašče község (szlovén nyelven Občina Velike Lašče) Szlovénia 212 alapfokú közigazgatási egységének, azaz községének egyike a Közép-Szlovénia statisztikai régióban. Adminisztratív központja Velike Lašče város. A község a történelmi Alsó-Krajna régió része.
A községben született több kiemelkedő szlovén író: Primož Trubar, Josip Stritar, Fran Levstik, Jože Javoršek.

## A községhez tartozó települések
A községhez Velike Lašče székhelyen kívül a következő települések tartoznak:
- Adamovo
- Bane
- Bavdek
- Borovec pri Karlovici
- Boštetje
- Brankovo
- Brlog
- Bukovec
- Centa
- Četež pri Turjaku
- Dednik
- Dolenje Kališče
- Dolnje Retje
- Dolščaki
- Dvorska Vas
- Gorenje Kališče
- Gornje Retje
- Gradež
- Gradišče
- Grm
- Hlebče
- Hrustovo
- Jakičevo
- Javorje
- Kaplanovo
- Karlovica
- Knej
- Kot pri Veliki Slevici
- Krkovo pri Karlovici
- Krvava Peč
- Kukmaka
- Laporje
- Laze
- Logarji
- Lužarji
- Mački
- Mala Slevica
- Male Lašče
- Mali Ločnik
- Mali Osolnik
- Marinčki
- Medvedjek
- Mohorje
- Naredi
- Opalkovo
- Osredek
- Pečki
- Plosovo
- Podhojni Hrib
- Podkogelj
- Podkraj
- Podlog
- Podsmreka pri Velikih Laščah
- Podstrmec
- Podulaka
- Podžaga
- Polzelo
- Poznikovo
- Prazniki
- Prhajevo
- Prilesje
- Purkače
- Pušče
- Rašica
- Rob
- Rupe
- Ščurki
- Sekirišče
- Selo pri Robu
- Škamevec
- Škrlovica
- Sloka Gora
- Srnjak
- Srobotnik pri Velikih Laščah
- Stope
- Strletje
- Strmec
- Tomažini
- Turjak
- Ulaka
- Uzmani
- Velika Slevica
- Veliki Ločnik
- Veliki Osolnik
- Vrh
- Žaga
- Zgonče

## Népesség
| Lakosok száma | 4057 | 4121 | 4190 | 4226 | 4216 | 4231 | 4286 | 4319 | 4383 | 4452 |
|               | 2008 | 2009 | 2011 | 2012 | 2013 | 2015 | 2016 | 2017 | 2019 | 2020 |